# 山手冷蔵
山手冷蔵株式会社（やまてれいぞう、英文名称Yamate Reizo Co.,Ltd.）は、冷蔵倉庫事業を営む倉庫会社。湾岸地区に5箇所の冷蔵倉庫を有する。

## 沿革
- 1922年4月 - 新宿区にて、食用氷製造会社として山手製氷株式会社を設立
- 1948年8月 - 山手製氷冷蔵株式会社に社名変更
- 1963年6月 - 製氷事業から撤退、山手冷蔵株式会社に社名変更
- 2011年7月 - 品川区東五反田に本社を移転

## 事業所
- 京浜ロジスティックセンター - 東京都大田区京浜島1-2-3
- 東京ロジスティックセンター - 東京都大田区平和島5-5-5
- 平和島ロジスティックセンター - 東京都大田区平和島6-2-3
- 城南ロジスティックセンター - 東京都大田区城南島5-1-1
- 川崎ロジスティックセンター - 神奈川県川崎市川崎区東扇島29-6